# Stella di Teegarden
La Stella di Teegarden (2MASS J02530084+1652532), è una stella nella costellazione dell'Ariete, che è stata notata nel 2003 a causa del suo grande moto proprio (pari a 5,06±0,03 secondi d'arco all'anno) su immagini prese dal programma NEAT della NASA. Si conoscono solo altre sette stelle con moti propri comparabili. Al 2024, la stella è nota per ospitare un sistema planetario composto da almeno tre esopianeti di tipo terrestre.
Il nome della stella deriva da quello del capo del progetto che ha effettuato la scoperta, Bonnard J. Teegarden, un astrofisico del Goddard Space Flight Center.

## Caratteristiche

L'elevato moto proprio caratteristico della Stella di Teegarden è facilmente rilevabile in questa sequenza rispetto alle stelle fisse. L'intervallo tra i due fotogrammi è di circa quattro anni.

Si tratta di una debole nana rossa, una classe di stelle di bassa temperatura e luminosità, con una massa di 0,08 M⊙ appena sufficiente per essere in grado di innescare la fusione dell'idrogeno all'interno del suo nucleo; sotto quel limite sarebbe rimasta una nana bruna.. È molto debole, con una magnitudine apparente di 15,4 (e una assoluta ancora minore, di 18,5), ed è quindi visibile solo con telescopi di grandi dimensioni.
Sulla base delle prime misure, si pensò che fosse la terza stella più vicina al Sole. La bassa luminosità e il valore incerto della parallasse suggerivano però una distanza maggiore, anche se sempre tra le stelle più vicine al Sole. Una ricerca compiuta nell'aprile 2004 da Todd J. Henry direttore del RECONS, ha rilevato una stima della distanza pari a 12,46 anni luce, stima ottenuta anche da G. Gatewood nel giugno 2004. Nel 2018 la misura della parallasse del satellite Gaia ha fissato la distanza in 12,495 anni luce.
Ha un'età di almeno 8 miliardi di anni, e questo la rende una nana rossa relativamente tranquilla. Generalmente le nane rosse nei primi miliardi di anni sono piuttosto instabili e attive, mostrando di frequente dei violenti brillamenti in grado di spazzar via l'atmosfera di un pianeta che si trovasse all'interno della sua zona abitabile, come osservato su nane rosse più giovani e turbolente come Wolf 359 e Proxima Centauri.

## Sistema planetario
Nel giugno 2019, gli scienziati che conducono presso l'Osservatorio di Calar Alto in Spagna uno studio per il consorzio CARMENES, hanno annunciato la scoperta di due esopianeti di dimensioni terrestri orbitanti nella fascia di abitabilità della stella di Teegarden. Le due sorelle della Terra, battezzate Teegarden b e Teegarden c, orbitano intorno alla propria stella madre in 4,9 e 11,4 giorni. Teegarden b ha il più alto indice di somiglianza con la Terra tra i circa 4000 esopianeti scoperti fino ad oggi, con un ESI di 0,95.
Uno studio del 2021 apparso su Nature ha censito un elenco di stelle relativamente vicine dalle quali sarebbe possibile osservare la Terra transitare davanti al Sole: un'ipotetica civiltà avanzata presente su uno dei pianeti scoperti della Stella di Teegarden, potrebbe scoprire la Terra col metodo del transito a partire dall'anno 2050 e per un periodo di oltre 400 anni.
Nel 2024 è stato confermato un terzo pianeta avente un periodo orbitale di circa 26 giorni e avente una massa minima di 0,82 volte quella terrestre. Il terzo pianeta orbita oltre il limite della neve e ha una temperatura paragonabile a quella delle lune ghiacciate di Giove.

### Prospetto del sistema
| Pianeta | Tipo              | Massa               | Raggio | Periodo orb.  | Sem. maggiore | Eccentricità    | Scoperta |
| ------- | ----------------- | ------------------- | ------ | ------------- | ------------- | --------------- | -------- |
| b       | Pianeta terrestre | ≥1,16+0,12 −0,11 M⊕ | —      | 4,906 giorni  | 0,0259 UA     | 0,03+0,04 −0,02 | 2019     |
| c       | Pianeta terrestre | ≥1,05+0,14 −0,13 M⊕ | —      | 11,416 giorni | 0,0455 UA     | 0,04+0,07 −0,03 | 2019     |
| d       | Pianeta terrestre | ≥0,82±0,17 M⊕       | —      | 26,13 giorni  | 0,0791 UA     | 0,07+0,10 −0,05 | 2024     |